# Nurdağı
Nurdağı (kurdisch کورودەرە Kurudere) ist eine Stadtgemeinde (Belediye) im gleichnamigen İlçe (Landkreis) der Provinz Gaziantep in der türkischen Region Südostanatolien und gleichzeitig ein Stadtbezirk der 1986 gebildeten Büyükşehir belediyesi Gaziantep (Großstadtgemeinde/Metropolprovinz). Seit der Gebietsreform ab 2013 ist die Gemeinde flächen- und einwohnermäßig identisch mit dem Landkreis. 
Nurdağı liegt im Westen der Provinz und grenzt an die Provinzen Kahramanmaraş und Osmaniye.
Der Stadtbezirk wurde von dem Erdbeben vom Februar 2023 großflächig zerstört. Neben Schäden an Häusern und Gebäuden litt auch die Infrastruktur. Osman Bilgin, der Bürgermeister der Stadtgemeinde, verkündete, dass der komplette Ort abgerissen und neu aufgebaut werden soll. Rund 2.500 Menschen kamen ums Leben und Massengräber wurden angelegt, um die überwältigende Zahl der Toten in der Gegend zu bestatten.

## Verwaltung
Der Kreis entstand durch das Gesetz Nr. 3644 aus dem nördlichen Teil des Kreises İslahiye. Hierbei wurden 25 Dörfer der Bucaks Fevzipaşa und Sakçagöz und die drei Belediye Sakçagöz, Şatirhüyük und Nurdağı ausgegliedert, hinzu kam noch die Gemeinde Kırkpinar aus dem zentralen Bucak (Merkez Bucağı) des Landkreises. Damit verlor der Quellkreis nahezu 50 % seiner damaligen Fläche (709 von 1.513 km²). Zur ersten Volkszählung nach der Eigenständigkeit (am 21. Oktober 1990) wurden 31.609 Einwohner gezählt, davon 7.048 in der Kreisstadt.
(Bis) Ende 2012 bestand der Landkreis aus obgenannten drei Stadtgemeinden (Belediye) sowie 34 Dörfern (Köy), die während der Verwaltungsreform 2013/2014 in Mahalle (Stadtviertel/Ortsteile) überführt wurden. Die zehn existierenden Mahalle der Kreisstadt blieben erhalten, während die 13 Mahalle der anderen beiden Belediye vereint und zu je einem Mahalle reduziert wurden. Durch die Herabstufung dieser Belediye und der Dörfer verdoppelte sich die Anzahl der Mahalle auf 46. Ihnen steht ein Muhtar als oberster Beamter vor.
Ende 2020 lebten durchschnittlich 850 Menschen in jedem Mahalle, 5.318 Einw. im bevölkerungsreichsten (Yavuzselim Mah.).
Beim ehemaligen Dorf Gözlühüyük, etwa fünf Kilometer südöstlich von Nurdağı wurde die späthethitische Stele von Gözlühöyük gefunden, die heute im Archäologischen Museum von Gaziantep ausgestellt ist.

## Fotografische Impressionen

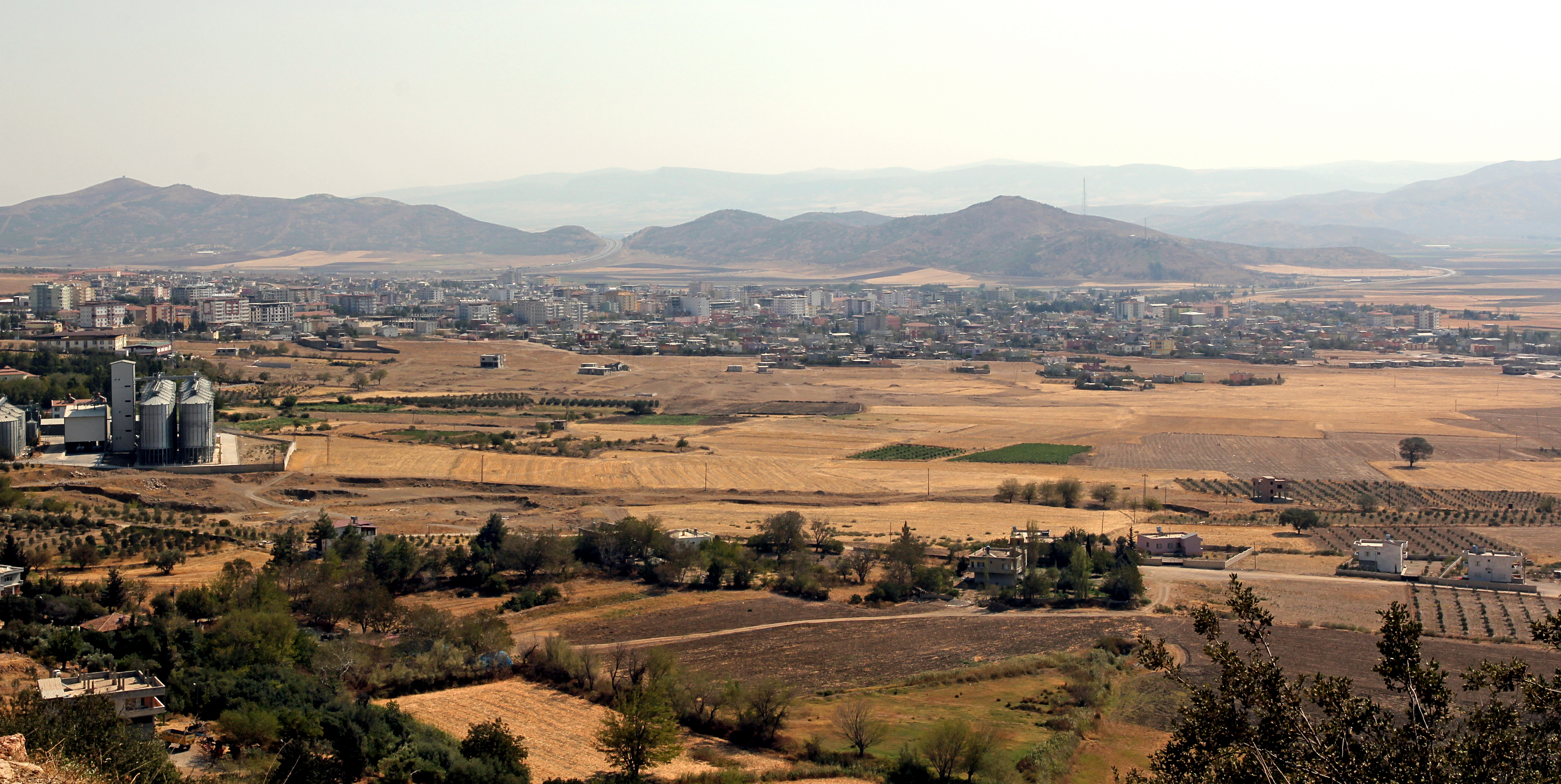
Nurdağı von Nordwesten
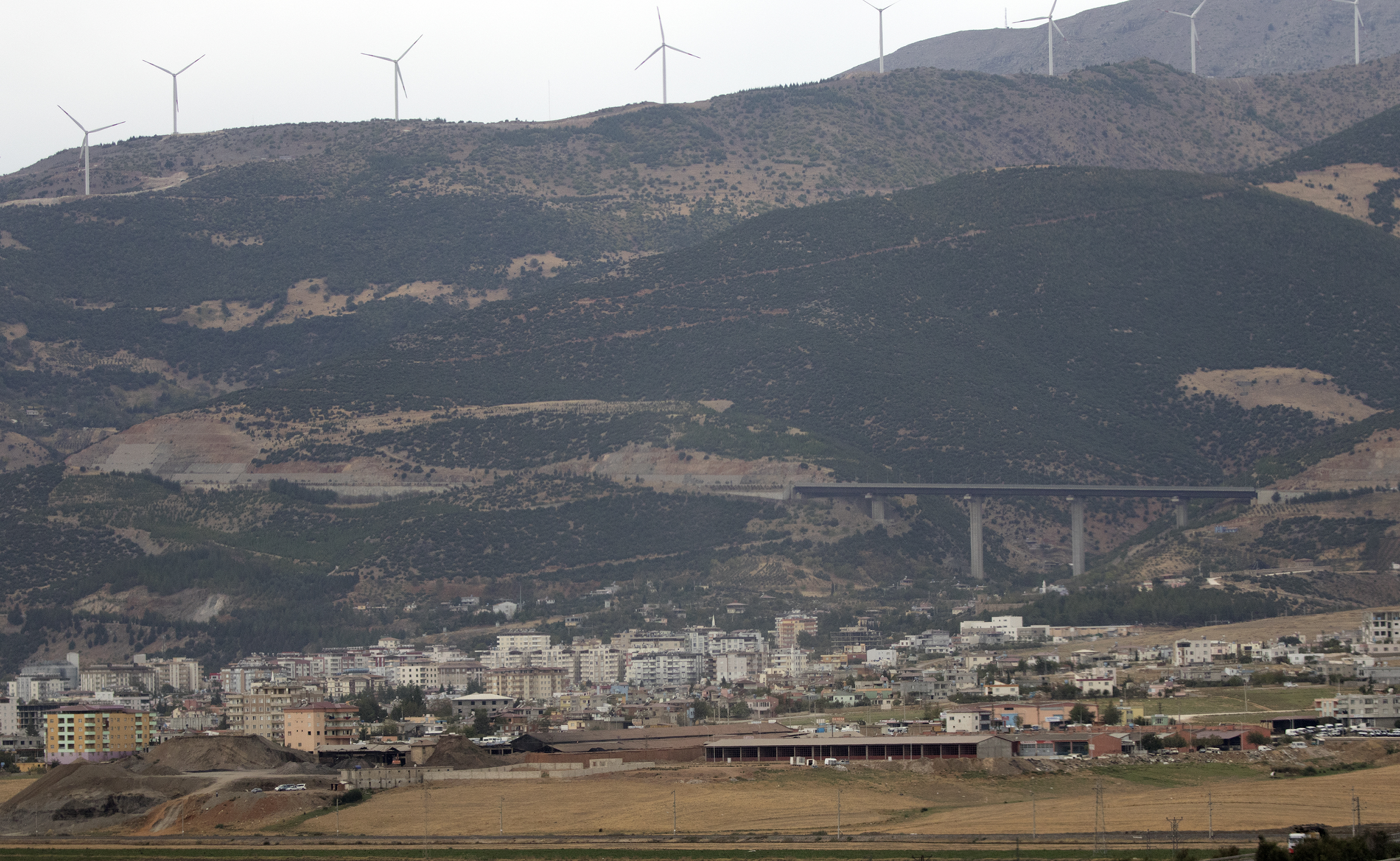
Blick von Südosten
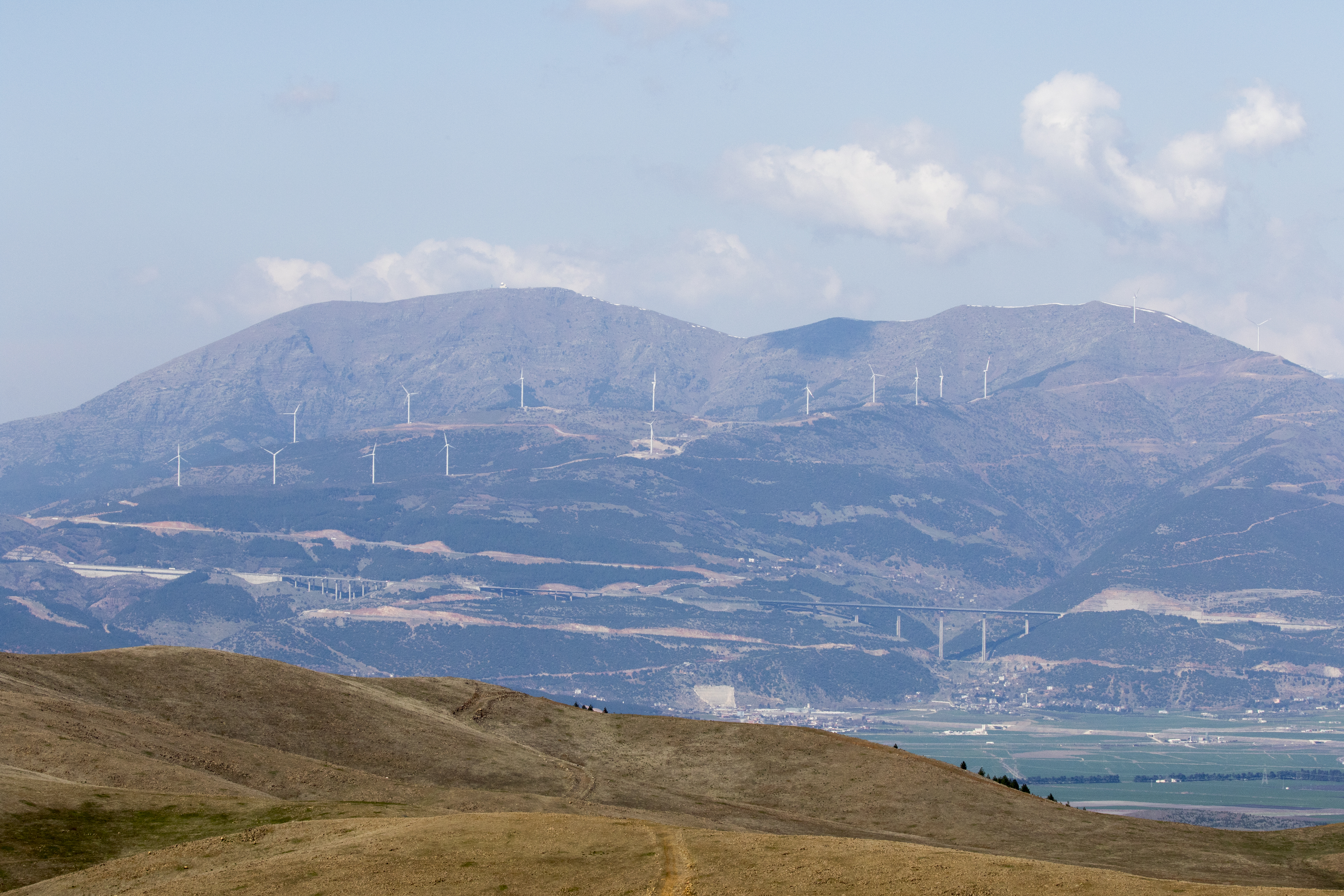
Der Nurdağı-Berg
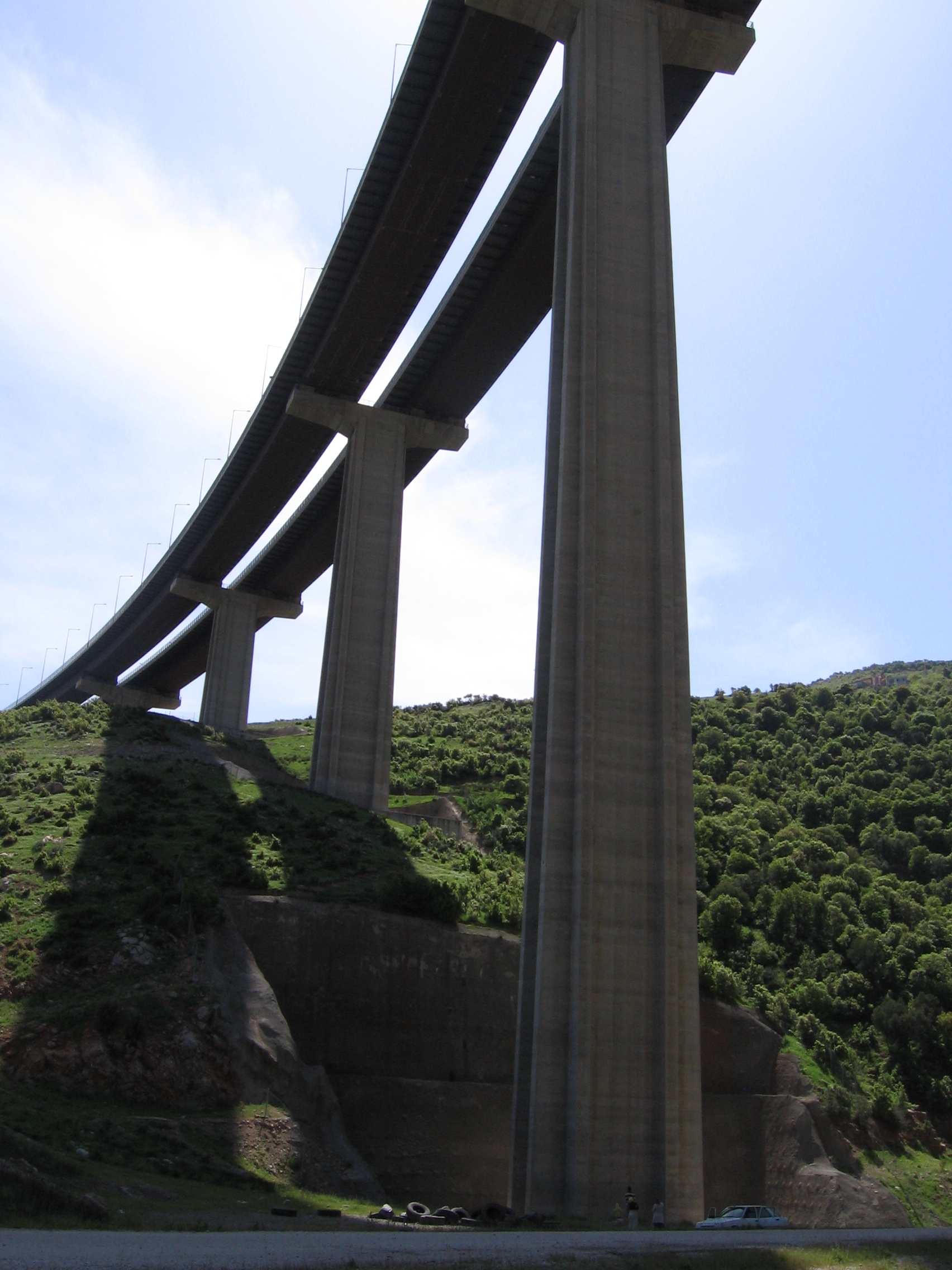
Nurdağı-Viadukt